# 박유림 (배우)
박유림(1993년 2월 6일 ~ )은 대한민국의 배우이다. 하마구치 류스케 감독의 영화 《드라이브 마이 카》의 이유나 역을 통해 이름을 알리기 시작했다.

## 출연 작품

### 영화
- 2021년 영화 《드라이브 마이 카》 ... 이유나 역
- 2023년 영화 《발레리나》 ... 민희 역
- 2025년 영화 《슬픈열대》 ... 죠죠 역

### 드라마
- 《dxyz (두여자)》 (2017년, 웹드라마) - 모리 역
- 《드라마 스테이지 - 낫 플레이드》 (2018년, tvN) - 어린이집 선생님 역
- 《추리의 여왕 2》(2018년, KBS2) - 제느와주 직원 역
- 《제3의 매력》 (2018년, JTBC) - 누리 역
- 《블랙독》 (2019년, tvN) - 류진희 역
- 《기적의 형제》 (2023년, JTBC) - 박현수 역
- 《나의 완벽한 비서》 (2025년, SBS) - 혜인 역

### 공연
- 2024년 《벚꽃 동산》 - 정두나 역